# Gregori-Aminoff-Preis
Der Gregori-Aminoff-Preis für Kristallografie (schwedisch Gregori Aminoffpriset) ist ein von der Königlich Schwedischen Akademie der Wissenschaften vergebener Wissenschaftspreis auf dem Gebiet der Kristallographie und benachbarter Disziplinen.
Der Preis ist nach dem schwedischen Künstler und Mineralogen Gregori Aminoff benannt und wurde erstmals 1979 vergeben. Er ist mit 100.000 schwedischen Kronen dotiert.

## Preisträger
- 1979 Paul Peter Ewald (USA)
- 1981 Charles Frank (Vereinigtes Königreich)
- 1982 Gunnar Hägg (Schweden)
- 1983 J. M. Robertson (Vereinigtes Königreich)
- 1984 David Harker (USA)
- 1985 André Guinier (Frankreich)
- 1986 Erwin Félix Bertaut (Frankreich)
- 1987 Otto Kratky (Österreich)
- 1988 Isabella L. Karle (USA)
- 1989 Arne Magnéli (Schweden)
- 1990 Jack D. Dunitz (Schweiz)
- 1991 David Phillips (Vereinigtes Königreich)
- 1992 Michael M. Woolfson (Vereinigtes Königreich)
- 1993 Clifford G. Shull (USA)
- 1994 Michael G. Rossmann (USA)
- 1995 Hugo M. Rietveld (Niederlande)
- 1996 Philip Coppens (USA)
- 1997 Wayne A. Hendrickson (USA)
- 1998 Aloysio Janner (Niederlande), Ted Janssen (Niederlande)
- 1998 Pieter Maarten De Wolff (Niederlande)
- 1999 Richard Henderson (Vereinigtes Königreich), Nigel Unwin (Vereinigtes Königreich)
- 2000 Dan Shechtman (Israel)
- 2001 Kenneth C. Holmes (Deutschland)
- 2002 Leslie Leiserowitz (Israel), Meir Lahav (Israel)
- 2003 Axel Brünger (USA), Thomas Alwyn Jones (Schweden)
- 2005 Ho-Kwang Mao (USA)
- 2006 David I. Stuart (Vereinigtes Königreich)
- 2006 Stephen C. Harrison (USA)
- 2007 Sumio Iijima (Japan)
- 2008 Hans Eklund (Schweden)
- 2009 George M. Sheldrick (Vereinigtes Königreich), Gérard Bricogne (Frankreich)
- 2010 So Iwata (Japan)
- 2011 Lia Addadi (Israel), Stephen Weiner (Israel)
- 2012 Marat Yusupov (Russland/Frankreich), Gulnara Yusupova (Russland/Frankreich), Harry F. Noller (USA)
- 2013 Carlo Gatti (Italien), Mark Spackman (Australien)
- 2014 Yigong Shi (China)
- 2015 Ian Robinson (Vereinigtes Königreich)
- 2016 Poul Nissen (Dänemark), Chikashi Toyoshima (Japan)
- 2017 Natalia Dubrovinskaia, Leonid Dubrovinsky (Deutschland)
- 2018 Piet Gros (Niederlande)
- 2019 Michael O’Keeffe (USA), Omar M. Yaghi (USA)
- 2020 Jian-Ren Shen (Japan), Douglas Rees (USA)
- 2021 Henry Chapman (Deutschland), Janos Hajdu (Schweden), John Spence (USA)
- 2022 Elena Conti (Deutschland), Patrick Cramer (Deutschland), Seth Darst (USA)
- 2023 Olga Kennard (Vereinigtes Königreich)
- 2024 Hao Wu (USA)
- 2025 Simon Billinge (USA)[1]